# ريهام الغانم
ريهام فؤاد الغانم هي إحدى أقوى سيدات الأعمال الكويتيات؛ لكونها نائب رئيس مجلس إدارة الشركة الكويتية للتمويل والاستثمار (كفيك)، وتمتلك مجموعات شركات فؤاد الغانم أحد الشركات الرائدة في قطاع الشركات متعددة الأنشطة، هذا بجانب كونها مورداً رئيسياً لشركات سكودا و شركة لامبورغيني لصناعة السيارات وبنك عودة وإشرافها على شركة فندق كونتينيتال الكويتفكل. وفي عام 2012، أُدرج اسم الغانم في قائمة أقوى 100 سيدة عربية لعام 2012؛ حيث شغلت الغانم المركز الـ9 محليًا والـ 78 عربيًا.

## نشأتها والتعليم
درست الغانم في الجامعة الأمريكية في باريس.